# 白坦
白坦（1448年—？），字易之，直隸常州府武進縣人，民籍，明朝政治人物。

## 生平
應天鄉試第三十四名舉人，成化八年（1472年）壬辰科三甲第一名進士。任南京刑部員外郎。

## 家族
曾祖白希恭；祖父白瑺；父白曙。